# Château de Bétange
Ne doit pas être confondu avec Château de Blettange.
Bétange, également écrit Bettange, est un écart constitué d'un château et d'un parc qui fait partie de la commune française de Florange, dans le département de la Moselle.

## Toponymie
Anciennes mentions : Baitanges (1352),  Baitenges (1363),  Bettingen (XVIIe siècle).

## Histoire
Le château de Bettingen (Bétange) ressortissait de la mairie de Florange et formait autrefois un arrière-fief de cette ville ; il fut détruit et renversé en 1521 en même temps que Florange.
Au XIXe siècle, l'écart est constitué d'un château et d'une ferme.
La famille de Bettange portait : de sable au lion rampant d'argent (Berth. VI).
En 1834, le château est acheté par le maître des forges Victor-François de Wendel. Il reste depuis dans la même famille et est toujours habité, ayant ensuite comme propriétaires le baron Théodore de Gargan et son fils, le comte et la comtesse de Mitry, puis, depuis 2019, leur petite-fille Fani, qui succède à sa mère.
Le château en totalité est inscrit au titre des monuments historiques par arrêté du 16 juillet 2007.

## Le parc
Le parc du domaine, y compris sa clôture en fer forgé percé de deux grilles, mais à l'exclusion du château et des dépendances, est inscrit par l'arrêté du 29 juin 1993.
Aménagé à l'anglaise, il a été dessiné par Théodore de Gargan. Il comporte des bois, des prairies et deux pièces d'eau qu'alimente le Mésing. Un pavillon chinoisant est aussi aménagé.

### Projet d'autoroute
Au début des années 2020, le projet d'extension d'autoroute A31 bis suscite la controverse. Si tout le monde dans la région s'accorde sur ce chantier jugé nécessaire en raison de l'importante circulation vers le Luxembourg voisin, son futur tracé pose un problème. Sur les trois proposés, deux prévoient de traverser l'allée conduisant au château. De 650 mètres de long, elle compte 56 hauts marronniers. Elle est labellisée Ensemble arboré remarquable de France par l'association A.R.B.R.E.S. et a remporté en 2020 le concours Allées d'arbres de l'association Sites & Monuments.
Pour s'opposer aux deux tracés envisagés, l'Association de Sauvegarde du Site de Bétange est créée, comptant 180 membres, une pétition numérique qui recueille 1800 signatures en décembre 2021 est lancée et des journées portes ouvertes sont organisées. Dix autres associations, parmi lesquelles, La Demeure historique et Vieilles maisons françaises, se mobilisent, interpellant les autorités politiques et le défenseur du patrimoine Stéphane Bern. La Ligue pour la protection des oiseaux (LPO) et la Commission pour la protection des eaux, du patrimoine, de l'environnement, du sous-sol et des chiroptères de Lorraine (CPEPESC) décomptent 48 espèces protégées résidant dans le parc, dont douze de chauves-souris, y compris le grand rhinolophe, actuellement en voie d'extinction. En conséquence, le parc et son allée obtiennent les labels Refuge pour les chauves-souris et Refuge pour les oiseaux, tandis qu'un chêne vieux de 450 ans est lui aussi distingué. Une concertation autour des tracés de la future autoroute est prévue pour le premier trimestre 2022,.